# Dominique Green
Dominique Jerome Green (Houston, 14 maggio 1974 – Huntsville, 27 ottobre 2004) è stato un cittadino statunitense, condannato a morte per omicidio e rapina, materialmente non commessi e avvenuti quando era ancora minorenne, dei quali si professò sempre innocente. Durante la detenzione scrisse poesie e si dedicò anche al disegno.

## Biografia
Dominique Green nacque in una famiglia afroamericana poverissima; i genitori si separano subito e la madre soffrì a lungo di disturbi psichici. A 17 anni venne arrestato per un omicidio compiuto durante una rapina e accusato secondo la "legge delle bande" di complicità nel delitto, benché non ci sia prova che sparò di persona, né che fosse presente alla rapina. Si dichiarò subito innocente, anche se venne sottoposto a un interrogatorio senza che gli fosse concesso di vedere un avvocato. Gli altri partecipanti alla rapina lo accusarono in cambio del patteggiamento e l'assunzione di colpa, e vennero quasi subito liberati. L'avvocato d’ufficio (dato che Green non poteva permettersene uno), quando gli venne affidato il caso, presentò in ritardo i documenti che potevano servire in sua difesa.
Al processo, tenutosi nell’agosto del 1993, circa un anno dopo l'arresto, venne condannato a morte, senza nessuna vera prova a suo carico, e venne trasferito nel braccio della morte di Ellis One Unit, a Huntsville in Texas. Qui cominciò a disegnare, scrisse poesie (molte saranno pubblicate, prima e dopo la sua morte) e appelli, e riuscì a far mobilitare molte personalità innocentiste e abolizioniste in suo favore, tra cui Desmond Tutu. La Comunità di Sant'Egidio, in Italia, prese in carico il suo caso e cercò di farlo riaprire, oltre a sostenere finanziariamente e moralmente il detenuto, mentre l'ex giudice dell'Illinois Sheila Murphy si occupò della difesa legale.
Green divenne un punto di riferimento anche per altri condannati, aiutando chi ne aveva bisogno, e la sorella affermò che era completamente cambiato caratterialmente, al punto che anche la famiglia della vittima chiese per lui la grazia o la commutazione della pena. Il figlio della vittima, avendo simpatia per Dominique, decise di stargli vicino ma non fu ammesso all'esecuzione per decisione dello Stato texano, perché si era detto contrario alla stessa (così avrebbe poi trascorso il tempo dell'esecuzione pregando nel giardino della prigione).
Il governatore Rick Perry, la Commissione per la libertà condizionata e la grazia e la Corte suprema del Texas rifiutarono fino all'ultimo di fermare l'esecuzione. Dominique Green venne quindi giustiziato tramite iniezione letale il 27 ottobre 2004; all'esecuzione fu presente anche la corrispondente di penna e amica italiana di Dominique, Barbara Bacci.
Le sue ultime parole furono:
(Dominique Green)
Il corpo venne cremato e le sue ceneri vennero portate in Italia, in maniera clandestina vista la mancanza di autorizzazione, e sepolte in una struttura della Comunità di Sant'Egidio a Roma. Al suo nome è stato intitolato un parco, nel quartiere Primavalle di Roma.

## Documentari
- Quinto: non uccidere. Dominique's story (2010), co-produzione Italia-USA per Rai-TV, di Mario Marazziti e Giulia Sirignani; voce narrante di John Turturro (doppiato da Flavio Insinna)